# 2944 Peyo
A 2944 Peyo (ideiglenes jelöléssel 1935 QF) a Naprendszer kisbolygóövében található aszteroida. Karl Wilhelm Reinmuth fedezte fel 1935. augusztus 31-én.